# М'якуш (мікологія)

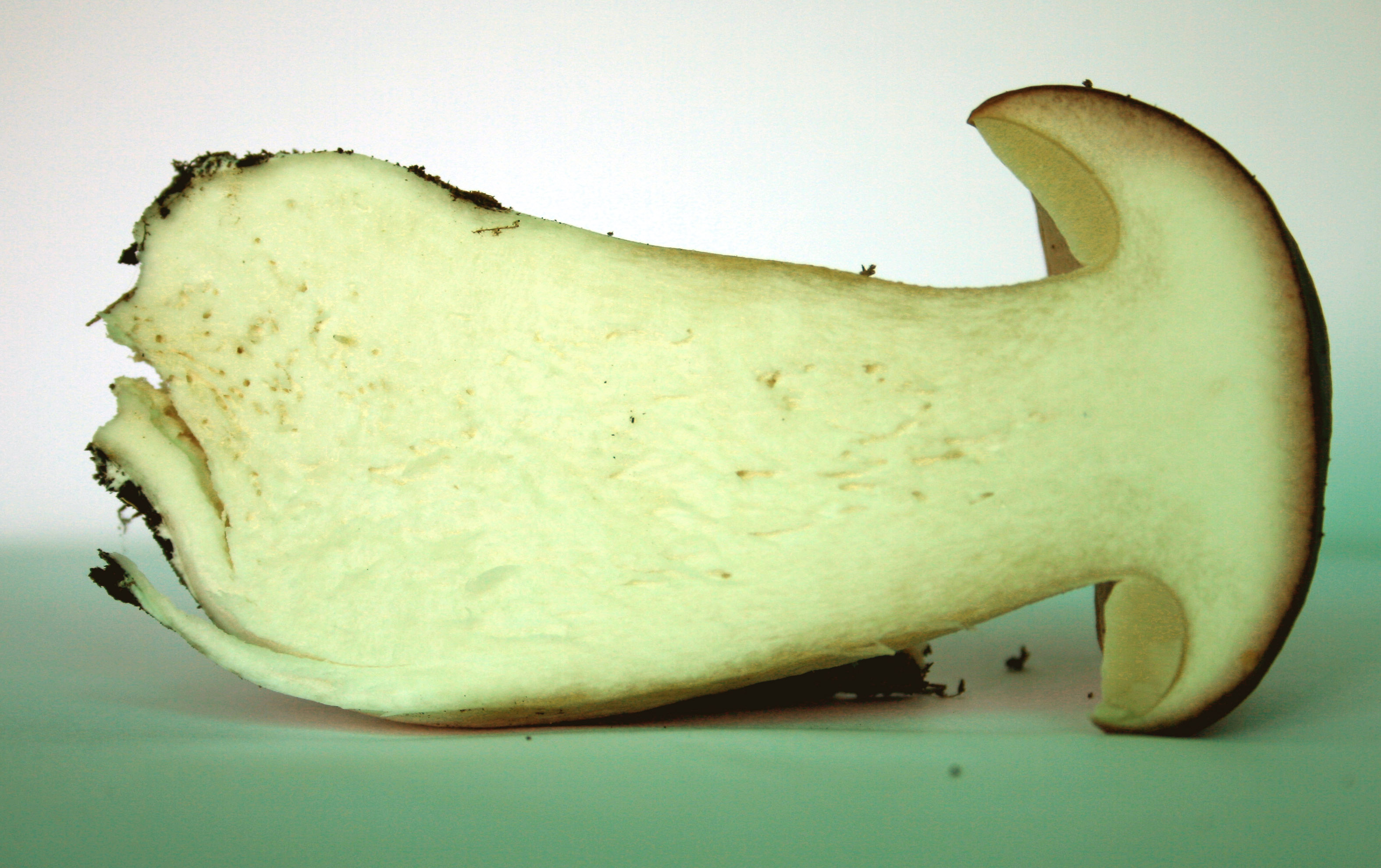
Білий гриб у розрізі

М'яку́ш, м'я́коть (лат. trāma) — внутрішній шар плодового тіла гриба.
Зовнішні ознаки м'якоті часто відображають мікроскопічну будову плодового тіла, а також є важливими для визначення грибів.

## Будова
М'якоть є несправжньою тканиною, або трамою. Від справжніх тканин трама відрізняється тим, що утворюється зі сплетінь гіфів, а не шляхом поділу клітин у трьох напрямках. Будова і ознаки можуть розрізнятися в частинах плодового тіла, наприклад, у шапинкових грибів розрізняють траму шапинки, гіменофора і ніжки.

## Ознаки

### Консистенція
За консистенцією гриби розрізняють на такі основні типи:
- дерев'янисті, коркові, повстяні, шкірясті,
- хрящоподібні,
- м'ясисті,
- драглисті, Дерев'янисті плодові тіла складаються з щільно переплетених жорстких гіфів, вони мають найбільшу міцність — зруйнувати їх можна тільки пилкою чи сокирою.

Коркові, повстяні і шкірясті менш міцні, їх можна різати ножем. Коркові плодові тіла пружні, складаються з безладно переплетених гіфів, тому мають однакову міцність у всіх напрямках. Гіфи повстяної м'якоті утворюють пучки волокон, які можна роздерти в ватоподібну масу, або трут. Сухий, попередньо обпалений трут легко спалахує від іскри і за старих часів широко застосовувався для добування вогню. Гриби з шкірястою консистенцією зазвичай мають тонку м'якоть, вона еластична, не ламається при згині і володіє високою міцністю.
Хрящоподібна м'якоть менш міцна, чим шкіряста і володіє крихкістю, легко ламається.
Серед шапинкових грибів найпоширеніші і добре відомі м'ясисті плодові тіла. Їх тканина м'яка, добре ріжеться і ламається. Розрізняють декілька модифікацій м'ясистої м'якоті: м'ясисто-волокниста, м'ясисто-восковидна, м'ясисто-хрящевидна, ламком'ясиста і тонком'ясиста (останнє означає, що шляпка гриба має тонкий шар м'якоті).
Тендітна м'якоть характерна для сироїжкових грибів. Вона містить великі округлі клітини (сфероцисти), завдяки чому легко кришиться.
Драглисті плодові тіла складаються з пухкої системи гіф і гелеутворюючої речовини, сильно набухають у присутності води.
Консистенція може змінюватися з віком плодового тіла: м'якоть молодих грибів зазвичай більш м'яка і податлива, потім стає шкірястою або пробковою, особливо це характерно для трутовиків. Драглисті гриби у суху погоду перетворюються на шкірясті або ламкі скориночки, що покривають субстрат, а під дощем знову відновлюються.

### Колір
Колір м'якоті досліджують у зрілих, але не старих плодових тіл, оскільки з віком колір також може змінюватися. Важливою ознакою є зміна кольору після розрізання м'якоті: деякі гриби містять речовини, які забарвлюються при контакті з повітрям.

### Кольоровіхімічні реакції
Дослідження зміни кольору під дією деяких хімічних реактивів може застосовуватися для розрізнення близьких таксономічних груп. Можуть проводитися прості тести з виявлення характерних реакцій м'якоті в цілому або мікроскопічні дослідження, що виявляють кольорові реакції гіфів, спор, базидій та інших елементів трам.

### Смакізапах
Смак грибів слід визначати тільки злегка торкаючись язиком до свіжозрізаної м'якоті.
Сприйняття запаху може бути значною мірою суб'єктивним і індивідуальним, тому запах важко, а іноді й неможливо описати. Тим не менш, в довідниках зазвичай наводиться опис запаху грибів. Такі описи можуть виражатися суб'єктивними поняттями (приємний танеприємний), або шляхом порівняння з запахом відомих речовин і продуктів: грибний,  борошняний, анісовий, часниковий, чорнильний,фенолу та ін.

Наприклад, у різних довідниках зустрічаються такі визначення запаху рядовки сірчаної:
- Противний
- Паленої гуми
- Гнилої капусти
- Скатолу

### Виділення соку
М'якоть деяких грибів (хрящ-молочник, багато видів міцени) може мати судинну систему, що містить молочний сік. Сік виділяється при пошкодженні гриба, його ознаки також важливі для визначення гриба. До таких ознак належать кольори і зміна кольору на повітрі або при підсиханні і смак. Іноді гіркий і їдкий смак молочного соку відчувається не відразу, а через 1 — 2 хвилини.

### Гігрофанність
Гігрофанною називають м'якоть шляпок деяких видів грибів, яка має властивість набухати під дією рідкої вологи. Трама такої м'якоті складається з пухкого переплетення гіфів, в проміжках між якими утримується вода. У залежності від погоди гігрофанні шляпки змінюють забарвлення, в процесі висихання з'являються концентричні зони, які можуть поширюватися від країв до центру або в протилежному напрямку.